# Gran Premi Vitesse du Mans de motociclisme
El Gran Premi de Le Mans de motociclisme fou un esdeveniment esportiu que es disputà en una sola ocasió (la temporada de 1991) al Circuit Bugatti, dins del calendari del Campionat del món de motociclisme. L'esdeveniment, anomenat oficialment Gran Premi Vitesse du Mans (Grand Prix Vitesse du Mans), es disputà en substitució del Gran Premi del Brasil, que havia estat anul·lat.

## Nom oficial i patrocinador
- Grand Prix Vitesse du Mans (sense patrocinador oficial)

## Lloc i data
- Circuit Bugatti (Le Mans), 6-8 de setembre de 1991

## Guanyadors
| Any  | 250 cc       | 250 cc | 500 cc         | 500 cc | Detalls |
| Any  | Pilot        | Moto   | Pilot          | Moto   | Detalls |
| ---- | ------------ | ------ | -------------- | ------ | ------- |
| 1991 | Helmut Bradl | Honda  | Kevin Schwantz | Suzuki | Detalls |